# Tang Shaoyi
Táng Shàoyí (chinois simplifié : 唐绍仪 ; chinois traditionnel : 唐紹儀 ; pinyin : Táng Shàoyí ; Wade : T'ang Shao-i) est un diplomate et homme politique chinois, né le 2 janvier 1862 et mort assassiné le 30 septembre 1938.

## Biographie
Il est envoyé étudier aux États-Unis dans sa jeunesse dans le cadre de la mission d'éducation chinoise. Il fait partie du troisième groupe d'étudiants chinois envoyés à Hartford : il peut ainsi étudier à l'université de Columbia, avant que la mission ne soit définitivement rapatriée. Après son rappel, comme il parlait l'anglais, on a recours à ses talents en Corée, où il devient pour finir l'adjoint de Yuan Shikai. Il est nommé directeur des chemins de fer impériaux en Chine du Nord. Plus tard, il est ambassadeur spécial pour le Tibet, puis gouverneur d'une grande province de Mandchourie. En 1906, en tant que haut-commissaire plénipotentiaire de l'empereur de Chine de la dynastie Qing, il signe la convention entre la Grande-Bretagne et la Chine relative au Tibet. L'historien américain John K. Fairbank écrit à son sujet : « Il était le modèle type du patriote de la Jeune Chine, capable de faire valoir les droits de la Chine en anglais. » Au ministère des Affaires étrangères, Tang crée « un bureau destiné à chapeauter l'inspecteur général des Douanes, qui continuait à diriger le service, mais bénéficiait à présent d'une supervision nominale. » Enfin, Tang encourage les mouvements de suppression des cultures d'opiacés ; et Fairbank de souligner : « Aux yeux des étrangers, ses efforts de réforme pour le retour des droits souverains chinois en firent un dangereux radical. »
Proche de Yuan Shikai, il négocie à Shanghai en son nom pendant la révolution de Xinhai avec les révolutionnaires de Wu Tingfang. Il y gagne la reconnaissance de Yuan et devient Premier ministre de la république de Chine en 1912. Il démissionne rapidement, déçu par le manque de respect de Yuan pour la primauté du droit. 
Par la suite il prend part au gouvernement de Sun Yat-sen à Guangzhou, mais s'oppose à ce dernier en 1921 pour des raisons constitutionnelles, à l'instauration d'une présidence extraordinaire et démissionne de son poste. En 1924, il refuse la proposition de poste de ministre des Affaires étrangères sous le gouvernement provisoire du seigneur de la guerre Duan Qirui à Pékin.
En 1937, Tang achète une maison dans la concession française de Shanghai, Route Ferguson (Wukang Road, District de Xuhui) et y prend sa retraite. L'année suivante, les Japonais envahissent et occupent Shanghai (mais pas encore les concessions étrangères). Le général japonais Kenji Doihara tente de recruter Tang en lui offrant le poste de président du nouveau gouvernement fantoche pro-japonais. L'agence de renseignement du Kuomintang ayant été informée de cette négociation, son chef Dai Li ordonne son assassinat. Le 30 septembre 1938, Tang est tué dans son salon.
Il est le beau-père de Wellington Koo et Lee Seng Gee.

## Source
- (en) Cet article est partiellement ou en totalité issu de l’article de Wikipédia en anglais intitulé « Tang Shaoyi » (voir la liste des auteurs).